# Episodi di Le avventure di Jonny Quest (prima stagione)
La prima stagione della serie animata Le avventure di Jonny Quest, composta da 26 episodi, è stata trasmessa negli Stati Uniti, da Cartoon Network, dal 26 agosto 1996 al 2 gennaio 1997.
In Italia è stata trasmessa su Rai 1.
| n° | Titolo originale                  | Titolo italiano            | Prima TV USA | Prima TV Italia |
| -- | --------------------------------- | -------------------------- | ------------ | --------------- |
| 1  | The Darkest Fathoms               |                            |              |                 |
| 2  | Escape to Questworld              |                            |              |                 |
| 3  | In the Realm of the Condor        |                            |              |                 |
| 4  | Rage's Burning Wheel              |                            |              |                 |
| 5  | Ndovu's Last Journey              | Il cimitero degli elefanti |              | 11 ottobre 1996 |
| 6  | Manhattan Maneater                |                            |              |                 |
| 7  | East of Zanzibar                  |                            |              |                 |
| 8  | Assault on Questworld             | L'assalto a Questworld     |              | 25 ottobre 1996 |
| 9  | Ezekiel Rage                      | Ira di Ezechiele           |              |                 |
| 10 | Alien in Washington               | Alieno a Washington        |              |                 |
| 11 | Return of the Anasazi             |                            |              |                 |
| 12 | The Alchemist                     | L'alchimista               |              | 23 ottobre 1996 |
| 13 | Trouble on the Colorado           | Avventura in Colorado      |              |                 |
| 14 | In the Wake of the Mary Celeste   |                            |              |                 |
| 15 | AMOK                              |                            |              |                 |
| 16 | Besieged in Paradise              |                            |              |                 |
| 17 | The Spectre of the Pine Barrens   | Pini aridi                 |              |                 |
| 18 | Heroes                            | Eroi                       |              |                 |
| 19 | The Ballad of Belle Bonnet        |                            |              |                 |
| 20 | In the Darkness of the Moon       |                            |              |                 |
| 21 | The Secret of the Moai            |                            |              |                 |
| 22 | Expedition to Khumbu              |                            |              |                 |
| 23 | Ice Will Burn                     | Regina del fuoco           |              |                 |
| 24 | Future Rage                       |                            |              |                 |
| 25 | Alligators and Okeechobee Vikings | Vichinghi                  |              |                 |
| 26 | To Bardo and Back                 | All'oltretomba e ritorno   |              |                 |